# Стадион Каирской военной академии
Стадион Каирской военной академии (араб. إستاد الكلية الحربية بالقاهرة‎) — многофункциональный стадион, расположенный в городе Каир, Египет. Был открыт в 1989 году. Вместимость стадиона составляет 22 000 зрителей. Стадион был среди шести, принимавших матчи Кубка африканских наций 2006 года. А в 2009 году на стадионе проводились игры Чемпионата мира по футболу среди молодёжных команд.
Стадион Каирской военной академии расположен примерно в 7 км от Каирского международного стадиона, на дороге, ведущей к Международному аэропорту Каира, в районе северо-восточной части столичного пригорода Гелиополиса.
Он был построен в 1989 году для использования его воинскими подразделениями и студентами Каирской военной академии. На стадионе проводились матчи двух ведущих футбольных клубов Каира, «Замалека» и «Аль-Ахли», во время реконструкции столичного Международного стадиона. 

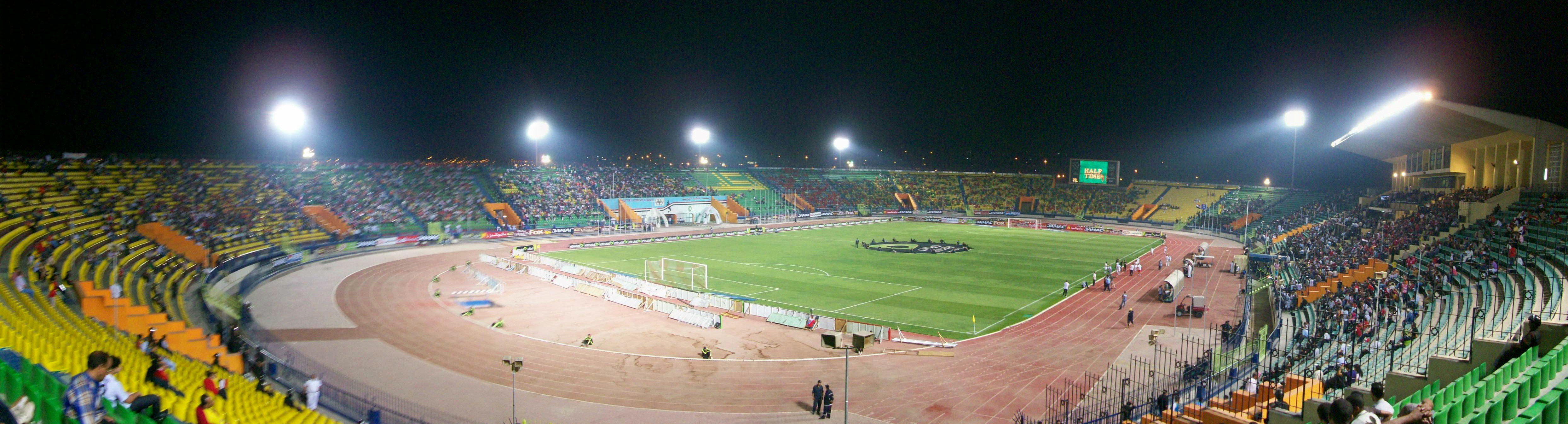
Панорама стадиона Каирской военной академии во время товарищеской игры сборных Египта и Гвинеи, 12 августа 2009.